# 서울 지하철 5호선
서울 지하철 5호선(서울 地下鐵 5號線)은 서울특별시 강서구에 있는 방화역과 서울특별시 강동구에 있는 상일동역 및 서울특별시 송파구에 있는 마천역을 잇는 서울교통공사의 도시 철도 노선이다. 서울 지하철과 수도권 전철 5호선의 일부를 이룬다. 모든 구간이 지하이며 모든 역에 스크린도어가 설치되어 있고, 전 구간을 서울교통공사에서 운영하고 있다. 노선 색은 보라색이며 통행 방향은 우측통행이다.

## 역사

### 연혁
- 1989년 3월 27일: 5호선 착공
- 1995년 11월 15일: 왕십리~상일동역 구간 개통
- 1996년 3월 20일: 방화역 ~ 까치산역 구간 개통 (마곡역 제외)
- 1996년 3월 30일: 강동역 ~ 마천역 구간 개통
- 1996년 8월 12일: 까치산역 ~ 여의도역 구간 개통
- 1996년 12월 30일: 여의도역 ~ 왕십리역 구간 개통[1]
- 1997년 3월 26일: 광희문역에서 청구역으로 변경
- 2008년 6월 20일: 마곡역 영업시작
- 2009년 10월 29일: 동대문운동장역에서 동대문역사문화공원역으로 변경[2]
- 2020년 8월 8일: 하남선 상일동~하남풍산역 구간 개통 (강일역 제외) 및 수도권 전철 5호선으로 통합
- 2021년 3월 27일: 하남선 강일역, 하남풍산~하남검단산역 구간 개통

## 운영

### 열차 운행
이 노선은 방화행, 상일동행, 마천행,하남검단산행 등이 주를 이루며, 영업 운행하는 모든 열차가 각 역에 정차한다. 방화 ~ 상일동역 구간과 방화 ~ 마천 구간을 왕복 운행하는 열차가 기본을 이루며, 두 계통의 열차는 방화 ~ 강동 구간을 같은 선로로 운행하고 강동역 이동 구간은 각 방면의 Y자 선로를 별개로 사용한다.

### 차량
- 서울교통공사 5000호대 전동차

경정비는 방화차량사업소하고 고덕차량사업소, 중정비는 고덕차량사업소에서만 시행한다.

### 운임
수도권 전철에 속한 다른 노선들과 같은 운임 체계를 사용하며, 환승 통로를 이용하여 수도권 전철에 속하는 다른 노선으로 갈아탈 때 별도로 추가되는 요금은 없다. 승차할 때는 자동 발매기에서 구입한 승차권이나 교통카드(T-Money 등), 교통 카드의 기능이 탑재되어 있는 일부 신용카드를 사용할 수 있으며, 수도권 전철 내의 다른 역에서 발매된 승차권이라도 역시 사용할 수 있다. 수도권 통합 요금제의 적용을 받으며, 서울특별시·경기도·인천광역시 버스(경기도 시외버스, 김포공항·인천공항 리무진 제외)에서 갈아탈 때는 기본 운임이 면제·할인된다.

### 역 번호
기점인 방화역의 510부터 시작하여 종점인 상일동역의 553에서 끝난다. 지선에 해당하는 구간의 역번호는 서울 지하철 5호선 본선의 마지막 역인 상일동역의 553부터 매겨 554 ~ 560번까지 부여되었다. 그러나 둔촌동역부터 이어지는 역들이 상일동역 뒤에 연결되는 역으로 오인될 소지가 있으므로 현재는 한국철도공사가 수도권 전철 1호선의 번호를 매기는 방식을 따라 강동역 이후 본선에서 갈라지는 분기선이라는 의미에서 Point의 첫 글자인 P를 맨 앞에 붙이고 강동역의 역번호(548)로부터 번호를 매긴 P549 ~ P555의 번호를 사용하고 있다. 하행인 상일동행과 마천행은 역 번호가 커지나 반대로 상행인 방화행은 역 번호가 작아진다.

### 연결선
까치산역 ~ 신정역 구간에 서울 지하철 2호선 신정지선과의 연결선이 방이역 ~ 오금역 구간에 서울 지하철 8호선 가락시장역과의 연결선이 각각 설치되어 있다. 까치산역 연결선은 서울교통공사 5000호대 전동차 일부를 반입할 때에 사용되었으며, 방이역 연결선은 서울교통공사 8000호대 전동차의 반입에 사용되었으며, 현재는 서울교통공사 8000호대 전동차가 고덕차량사업소에서 중검수를 받기 위하여 이동할 때에 사용된다. 1996년 11월 15일 왕십리역 ~ 강동역 개통 당시엔 열차를 4호선 충무로 연결선 3호선을 통해 수서차량사업소 유치 한 후 분해 과정을 거쳐  송파 방이 연결선으로 넣고 재조립 한 후 고덕차량사업소로 반입하였고 
방화역 ~ 까치산역 구간 개통 당시엔 열차를 1호선 동묘역 분기점에서 2호선 성수 지선을 통해 성수역~신도림역 구간을 통해 이동 시킨 후 신정 지선을 거쳐 까치산역을 통해 반입 작업을 하였다
방화차량사업소

### 본선과 마천지선 간 연결선 복선화 계획
2019년 2월 20일 ‘제2차 서울특별시 10개년 도시철도망 구축계획(안)’에 따라 길동역과 둔촌동역 사이의 연결선을 복선화해 하남선과 직결 운행할 계획이 있다.

## 역 목록

### 본선
| 510                  | 방화               | Banghwa                           | 傍花               |                                                                                | 0.0 | 0.0  | 서울특별시 | 강서구   |
| 511                  | 개화산             | Gaehwasan                         | 開花山             |                                                                                | 0.9 | 0.9  | 서울특별시 | 강서구   |
| 512                  | 김포공항           | Gimpo Int'l Airport               | 金浦空港           | ● 서울 지하철 9호선 ● 인천국제공항철도 ● 김포 도시철도 ● 수도권 전철 서해선    | 1.2 | 2.1  | 서울특별시 | 강서구   |
| 513                  | 송정               | Songjeong                         | 松亭               |                                                                                | 1.2 | 3.3  | 서울특별시 | 강서구   |
| 514                  | 마곡               | Magok                             | 麻谷               |                                                                                | 1.1 | 4.4  | 서울특별시 | 강서구   |
| 515                  | 발산               | Balsan                            | 鉢山               |                                                                                | 1.2 | 5.6  | 서울특별시 | 강서구   |
| 516                  | 우장산             | Ujangsan                          | 雨裝山             |                                                                                | 1.1 | 6.7  | 서울특별시 | 강서구   |
| 517                  | 화곡               | Hwagok                            | 禾谷               |                                                                                | 1.0 | 7.7  | 서울특별시 | 강서구   |
| 518                  | 까치산             | Kkachisan                         | 까치山             | ● 서울 지하철 2호선                                                            | 1.2 | 8.9  | 서울특별시 | 강서구   |
| 519                  | 신정               | Sinjeong                          | 新亭               |                                                                                | 1.3 | 10.2 | 서울특별시 | 양천구   |
| 520                  | 목동               | Mok-dong                          | 木洞               |                                                                                | 0.8 | 11.0 | 서울특별시 | 양천구   |
| 521                  | 오목교             | Omokgyo                           | 梧木橋             |                                                                                | 0.9 | 11.9 | 서울특별시 | 양천구   |
| 522                  | 양평               | Yangpyeong                        | 楊坪               |                                                                                | 1.1 | 13.0 | 서울특별시 | 영등포구 |
| 523                  | 영등포구청         | Yeongdeungpo-gu Office            | 永登浦區廳         | ● 서울 지하철 2호선                                                            | 0.8 | 13.8 | 서울특별시 | 영등포구 |
| 524                  | 영등포시장         | Yeongdeungpo Market               | 永登浦市場         |                                                                                | 0.9 | 14.7 | 서울특별시 | 영등포구 |
| 525                  | 신길               | Singil                            | 新吉               | ● 수도권 전철 1호선                                                            | 1.1 | 15.8 | 서울특별시 | 영등포구 |
| 526                  | 여의도             | Yeouido                           | 汝矣島             | ● 서울 지하철 9호선                                                            | 1.0 | 16.8 | 서울특별시 | 영등포구 |
| 527                  | 여의나루           | Yeouinaru                         | 汝矣나루           |                                                                                | 1.0 | 17.8 | 서울특별시 | 영등포구 |
| 528                  | 마포               | Mapo                              | 麻浦               |                                                                                | 1.8 | 19.6 | 서울특별시 | 마포구   |
| 529                  | 공덕               | Gongdeok                          | 孔德               | ● 서울 지하철 6호선 ● 인천국제공항철도 ● 수도권 전철 경의·중앙선               | 0.8 | 20.4 | 서울특별시 | 마포구   |
| 530                  | 애오개             | Aeogae                            |                    |                                                                                | 1.1 | 21.5 | 서울특별시 | 마포구   |
| 531                  | 충정로             | Chungjeongno                      | 忠正路             | ● 서울 지하철 2호선                                                            | 0.9 | 22.4 | 서울특별시 | 서대문구 |
| 532                  | 서대문             | Seodaemun                         | 西大門             |                                                                                | 0.7 | 23.1 | 서울특별시 | 종로구   |
| 533                  | 광화문             | Gwanghwamun                       | 光化門             |                                                                                | 1.1 | 24.2 | 서울특별시 | 종로구   |
| 534                  | 종로3가            | Jongno 3(sam)-ga                  | 鍾路3街            | ● 수도권 전철 1호선 ● 수도권 전철 3호선                                        | 1.2 | 25.4 | 서울특별시 | 종로구   |
| 535                  | 을지로4가          | Euljiro 4(Sa)-ga                  | 乙支路4街          | ● 서울 지하철 2호선                                                            | 1.0 | 26.4 | 서울특별시 | 중구     |
| 536                  | 동대문역사문화공원 | Dongdaemun History & Culture Park | 東大門歷史文化公園 | ● 서울 지하철 2호선 ● 수도권 전철 4호선                                        | 0.9 | 27.3 | 서울특별시 | 중구     |
| 537                  | 청구               | Cheonggu                          | 靑丘               | ● 서울 지하철 6호선                                                            | 0.9 | 28.2 | 서울특별시 | 중구     |
| 538                  | 신금호             | Singeumho                         | 新金湖             |                                                                                | 0.9 | 29.1 | 서울특별시 | 성동구   |
| 539                  | 행당               | Haengdang                         | 杏堂               |                                                                                | 0.8 | 29.9 | 서울특별시 | 성동구   |
| 540                  | 왕십리             | Wangsimni                         | 往十里             | ● 서울 지하철 2호선 ● 수도권 전철 경의·중앙선 ● 수도권 전철 수인·분당선 경원선 | 0.9 | 30.8 | 서울특별시 | 성동구   |
| 541                  | 마장               | Majang                            | 馬場               |                                                                                | 0.7 | 31.5 | 서울특별시 | 성동구   |
| 542                  | 답십리             | Dapsimni                          | 踏十里             |                                                                                | 1.0 | 32.5 | 서울특별시 | 동대문구 |
| 543                  | 장한평             | Janghanpyeong                     | 長漢坪             |                                                                                | 1.2 | 33.7 | 서울특별시 | 동대문구 |
| 544                  | 군자               | Gunja                             | 君子               | ● 서울 지하철 7호선                                                            | 1.5 | 35.2 | 서울특별시 | 광진구   |
| 545                  | 아차산             | Achasan                           | 峨嵯山             |                                                                                | 1.0 | 36.2 | 서울특별시 | 광진구   |
| 546                  | 광나루             | Gangnaru                          | 廣나루             |                                                                                | 1.5 | 37.7 | 서울특별시 | 광진구   |
| 547                  | 천호               | Cheonho                           | 千戶               | ● 수도권 전철 8호선                                                            | 2.0 | 39.7 | 서울특별시 | 강동구   |
| 548                  | 강동               | Gangdong                          | 江東               | ● 수도권 전철 5호선 (마천행)                                                   | 0.8 | 40.5 | 서울특별시 | 강동구   |
| 549                  | 길동               | Gil-dong                          | 吉洞               |                                                                                | 0.9 | 41.4 | 서울특별시 | 강동구   |
| 550                  | 굽은다리           | Gubeundari                        | 굽은다리           |                                                                                | 0.8 | 42.2 | 서울특별시 | 강동구   |
| 551                  | 명일               | Myeongil                          | 明逸               |                                                                                | 0.7 | 42.9 | 서울특별시 | 강동구   |
| 552                  | 고덕               | Godeok                            | 高德               |                                                                                | 1.2 | 44.1 | 서울특별시 | 강동구   |
| 553                  | 상일동             | Sangil-dong                       | 上一洞             |                                                                                | 1.1 | 45.2 | 서울특별시 | 강동구   |
| ↓ 하남선 강일역 방면 |                    |                                   |                    |                                                                                |     |      |            |          |

### 마천지선
| 역 번호 | 역명       | 로마자 역명  | 한자 역명  | 접속 노선                | 역간 거리 | 영업 거리 | 소재지     | 소재지 |
| ------- | ---------- | ------------ | ---------- | ------------------------ | --------- | --------- | ---------- | ------ |
| 548     | 강동       | Gangdong     | 江東       | ● 수도권 전철 5호선 (행) | -         | 0.0       | 서울특별시 | 강동구 |
| P549    | 둔촌동     | Dunchon-dong | 遁村洞     |                          | 1.2       | 1.2       | 서울특별시 | 강동구 |
| P550    | 올림픽공원 | Olympic Park | 올림픽公園 | ● 서울 지하철 9호선      | 1.4       | 2.6       | 서울특별시 | 송파구 |
| P551    | 방이       | Bangi        | 芳荑       |                          | 0.9       | 3.5       | 서울특별시 | 송파구 |
| P552    | 오금       | Ogeum        | 梧琴       | ● 수도권 전철 3호선      | 0.9       | 4.4       | 서울특별시 | 송파구 |
| P553    | 개롱       | Gaerong      | 開籠       |                          | 0.9       | 5.3       | 서울특별시 | 송파구 |
| P554    | 거여       | Geoyeo       | 巨餘       |                          | 0.9       | 6.2       | 서울특별시 | 송파구 |
| P555    | 마천       | Macheon      | 馬川       |                          | 0.9       | 7.1       | 서울특별시 | 송파구 |

## 이용객 변동
| 구분   | 일평균 인원수 (명/일) | 일평균 인원수 (명/일) | 일평균 인원수 (명/일) | 일평균 인원수 (명/일) | 일평균 인원수 (명/일) | 일평균 인원수 (명/일) | 일평균 인원수 (명/일) | 일평균 인원수 (명/일) | 일평균 인원수 (명/일) | 일평균 인원수 (명/일) | 각주  |
| 구분   | 2000년                | 2001년                | 2002년                | 2003년                | 2004년                | 2005년                | 2006년                | 2007년                | 2008년                | 2009년                | 각주  |
| ------ | --------------------- | --------------------- | --------------------- | --------------------- | --------------------- | --------------------- | --------------------- | --------------------- | --------------------- | --------------------- | ----- |
| 승차   | 557,484               | 590,241               | 595,014               | 607,865               | 602,759               | 598,762               | 590,453               | 585,902               | 588,617               | 577,079               | [ 4 ] |
| 하차   | 544,275               | 570,148               | 575,805               | 588,197               | 575,851               | 585,605               | 577,424               | 575,203               | 578,404               | 569,859               | [ 4 ] |
| 승하차 | 1,101,759             | 1,160,389             | 1,170,819             | 1,196,063             | 1,178,610             | 1,184,368             | 1,167,877             | 1,161,106             | 1,167,021             | 1,146,938             | [ 4 ] |
| 구분   | 2010년                | 2011년                | 2012년                | 2013년                | 2014년                | 2015년                | 2016년                | 2017년                | 2018년                | 2019년                | [ 4 ] |
| 승차   | 580,602               | 587,151               | 595,776               | 599,870               | 606,005               | 599,429               | 597,045               | 597,153               | 602,825               | 611,467               | [ 4 ] |
| 하차   | 573,187               | 581,130               | 590,937               | 594,930               | 600,490               | 593,959               | 592,122               | 592,021               | 593,993               | 605,104               | [ 4 ] |
| 승하차 | 1,153,789             | 1,168,282             | 1,186,714             | 1,194,800             | 1,206,495             | 1,193,388             | 1,189,167             | 1,189,174             | 1,198,818             | 1,216,571             | [ 4 ] |
| 구분   | 2020년                |                       |                       |                       |                       |                       |                       |                       |                       |                       | [ 4 ] |
| 승차   | 474,613               |                       |                       |                       |                       |                       |                       |                       |                       |                       | [ 4 ] |
| 하차   | 469,850               |                       |                       |                       |                       |                       |                       |                       |                       |                       | [ 4 ] |
| 승하차 | 944,463               |                       |                       |                       |                       |                       |                       |                       |                       |                       | [ 4 ] |